# Crise politique de 2006-2008 au Bangladesh
La crise politique de 2006-2008 au Bangladesh a débuté lorsqu'un gouvernement intérimaire (CTG) a pris le pouvoir à la fin du mois d'octobre 2006, après la fin du mandat de l'administration du Parti nationaliste du Bangladesh (BNP). Le gouvernement du BNP a augmenté l'âge de la retraite du juge en chef de manière anticonstitutionnelle afin de biaiser la nomination du chef du gouvernement intérimaire. Le CTG gère le gouvernement pendant la période intérimaire de 90 jours et les élections parlementaires. Le conflit politique a commencé avec la prétendue nomination d'un conseiller en chef, un rôle dévolu au président, le Dr Iajuddin Ahmed. La période intérimaire a été marquée dès le début par de violentes manifestations initiées par la Ligue Awami, appelées Logi Boitha Andolan (mouvement des crochets et des rames), qui ont fait quarante morts et des centaines de blessés au cours du premier mois. Le Parti nationaliste du Bangladesh avait ses propres plaintes concernant le processus et l'opposition.
Après de longues négociations, alors que la CTG tentait d'amener tous les partis politiques à la table des négociations et qu'un accord avait été trouvé pour la tenue d'une élection programmée, le 3 janvier 2007, la Ligue Awami a déclaré que les petits partis de sa Grande Alliance et elle-même boycotteraient les élections générales qui devaient avoir lieu le 22 janvier 2007. Ils se sont plaints de l'absence d'une liste électorale exacte. Des violences généralisées et des émeutes politiques ont suivi.
La « rivalité amère » entre la Ligue Awami et le BNP a affecté la nation au cours des deux décennies précédentes, bien que leurs positions politiques ne soient pas si éloignées. Les partis sont dirigés par des femmes qui représentent les dirigeants assassinés : Sheikh Hasina, la fille aînée du père de la nation Sheikh Mujibur Rahman, est à la tête de la Ligue Awami depuis 1981. Khaleda Zia, à la tête du BNP, est la veuve de l'ancien président Ziaur Rahman, qui, en tant que président, a fondé le parti à la fin des années 1970.
Le 11 janvier 2007, l'armée est intervenue pour soutenir le gouvernement intérimaire du président Iajuddin, qui avait déjà déclaré l'état d'urgence. Il a accepté les démissions de la plupart de ses conseillers. Il a également démissionné de son poste de conseiller principal et a été remplacé le 12 janvier par Fakhruddin Ahmed, qui avait travaillé pour la Banque mondiale. Le gouvernement a supprimé l'activité politique pour tenter de rétablir la stabilité. Au printemps, il a commencé à travailler sur des affaires de corruption, inculpant 160 personnes, dont les deux chefs de parti, d'autres politiciens, des fonctionnaires et des hommes d'affaires pour des actions remontant à la fin des années 1990. Le pays a eu une réputation extrême en matière de corruption sous les deux grands partis politiques. En outre, certains observateurs ont émis l'hypothèse que le gouvernement intérimaire tentait de forcer les deux chefs de parti à s'exiler pour stabiliser le pays et réduire la polarisation politique. La CTG a également accusé Sheikh Hasina de meurtre présumé pour la mort de quatre personnes lors de manifestations à l'automne 2006. La Haute Cour a estimé que Khaleda Zia ne pouvait être inculpée en vertu de la loi sur l'état d'urgence pour des événements survenus avant l'état d'urgence, mais en appel, en septembre 2007, la Cour suprême du Bangladesh a décidé que le procès de Zia devait se poursuivre. Vers la fin de 2008, le gouvernement intérimaire a pris des mesures pour rétablir un gouvernement démocratique et a organisé des élections en décembre. La Ligue Awami et la Grande Alliance l'ont emporté à la majorité des deux tiers et ont formé un gouvernement en 2009.

## Contexte
Selon le système unique du Bangladesh, au moment des élections parlementaires nationales, qui doivent être organisées dans les quatre-vingt-dix jours suivant la dissolution du parlement, un gouvernement intérimaire est chargé de superviser le processus et de gérer l'intérim. D'abord établies de manière informelle, les dispositions du CTG ont été incorporées par amendement en 1996 dans la constitution. Elle stipule que le poste de conseiller en chef (avec le statut de Premier ministre) est pourvu par la nomination du dernier juge en chef de la Cour suprême à la retraite. Il nomme un maximum de dix conseillers (ayant le statut de ministres) pour l'aider à gérer le gouvernement. Le gouvernement intérimaire gère toutes les affaires de l'État pendant les 90 jours de l'intérim, y compris l'organisation des élections parlementaires nationales. Pendant cette période d'intérim, la charge du ministère de la défense est transférée au président du Bangladesh, qui assume le rôle de commandant en chef,.

## Protestations
À la fin du mandat 2001-2006 du BNP, la Ligue Awami a mis en doute la neutralité de Khondokar Mahmud Hasan, l'ancien président de la Cour suprême, qui était en lice pour devenir conseiller principal du gouvernement intérimaire. Dans l'incertitude quant à la nomination du conseiller en chef, les partisans de la Ligue Awami ont mené des manifestations et des violences à partir du 28 octobre, connues sous le nom de mouvement logi boitha, qui ont fait quarante morts et des centaines de blessés au cours du premier mois. Ce jour-là, des militants de la Ligue Awami ont sévèrement battu et tué trois militants du parti Jamaat-e-Islami à Paltan, devant les caméras de télévision,.

## Formation du gouvernement intérimaire
En toile de fond de cette situation, l'ancien juge en chef K. M. Hasan a refusé d'accepter le poste de conseiller (CA), invoquant des raisons de santé. Or, selon la disposition, les obligations constitutionnelles doivent être exécutées sans crainte ni faveur. Le fait d'entraver cette responsabilité sacrée est considéré comme une violation grave de la Constitution, ce qui doit être puni au plus haut niveau.
Selon un rapport de BDNews24 basé sur les derniers Wikileaks, le juge Hasan avait commencé à recruter des conseillers avant de prêter serment. Le président Iajuddin Ahmed a demandé à son conseiller présidentiel d'organiser des réunions avec les quatre principaux partis politiques représentant le Parlement, mais les partis n'ont pas pu se mettre d'accord sur la nomination d'un conseiller principal, bien que cinq hommes aient été envisagés.
La candidature du juge Mainur Reza Chowdhury a été envisagée, mais il est décédé avant d'être nommé. Deux juges de la Cour suprême à la retraite : le juge M. A. Aziz (bn) et le juge Hamidul Haq, ont également été considérés. Aziz était commissaire électoral en chef (CEC) à l'époque. La Ligue Awami s'est plainte de sa présence à ce poste et ne l'a donc pas accepté comme CA. Le juge Haq a été disqualifié car il avait été nommé président de l'Institut de formation judiciaire par l'ancien gouvernement du BNP. Le fait d'avoir occupé un poste à but lucratif est une disqualification pour la CA. En outre, le BNP s'est opposé à sa nomination en tant que CA.
La candidature du juge Mahmudul Amin Choudhury a été envisagée. Il avait pris sa retraite avant Mainur Reza Chowdhury. Le BNP s'y est opposé, car le conseiller parlementaire de Khaleda Zia était contre lui. En août 2012, le Daily Star a rapporté que Khaleda Zia a déclaré qu'elle regrettait de s'être opposée à la nomination de Mahmudul Amin Chowdhury à l'époque.
Étant donné que les partis n'ont pas réussi à s'entendre sur un candidat, selon la constitution, le poste a été dévolu au président, Iajuddin Ahmed, en poste depuis 2002. Il a assumé cette fonction en plus de ses responsabilités habituelles, qui, sous le gouvernement intérimaire, comprenaient le ministère de la défense. Ahmed a formé un gouvernement, en nommant dix conseillers au sein d'un conseil qui feront office de ministres. Il a nommé son porte-parole, le journaliste Mukhlesur Rahman Chowdhury (en), comme conseiller présidentiel en chef, avec le statut de ministre d'État. Chowdhury avait la responsabilité de négocier avec les partis politiques pour les amener à participer à l'élection.
La Ligue Awami a accepté de participer aux élections, mais a exigé qu'Iajuddin Ahmed apporte des changements massifs à l'administration afin de la libérer de ce qu'elle appelle la politisation du BNP. Elle a également exigé qu'une nouvelle liste électorale précise soit établie. Le BNP avait également ses propres problèmes avec l'opposition. Hossain Mohammad Ershad, chef du parti Jatiya allié au BNP, a demandé au CTG de ne pas reporter la date de dépôt des candidatures, comme le demandait la Ligue Awami, car ses candidats avaient déposé leur candidature à temps. A la demande de Sheikh Hasina, un conseiller présidentiel a négocié avec la Commission électorale pour obtenir une prolongation de deux jours pour le dépôt des candidatures. Le 23 décembre 2006, tous les partis politiques ont approuvé les élections prévues le 22 janvier 2007. Le dernier jour de dépôt des candidatures a été prolongé jusqu'au 26 décembre 2006 pour satisfaire tous les partis politiques, comme l'avait demandé Sheikh Hasnna à Mukhles Chowdhury.
Le 3 janvier 2007, le dernier jour possible, la Ligue Awami a déclaré qu'elle et ses alliés boycotteraient les élections. Ce retrait a ajouté à l'incertitude politique et a entraîné des protestations plus violentes, dans lesquelles des centaines de personnes avaient déjà été blessées. Ces actions ont eu des effets dévastateurs et perturbateurs sur l'économie. Comme l'a noté la BBC, « les deux femmes [Hasina et Zia] sont des rivales acharnées et se parlent à peine. Leur dégoût mutuel se reflète parmi leurs partisans respectifs. Le Bangladesh est l'un des pays les plus polarisés politiquement au monde, même si les différences politiques réelles entre les deux plus grands partis n'ont rien de significatif. Mais les querelles incessantes et les confrontations violentes ont pour conséquence que l'économie bangladaise, déjà fragile, subit une pression supplémentaire ».

## Intervention militaire
Des représentants militaires ont rencontré le président Ahmed le 11 janvier, le pressant de déclarer l'état d'urgence, de démissionner et de nommer un conseiller en chef par intérim. Selon un câble diplomatique américain publié ultérieurement par Wikileaks, le chef des armées, le général Moeen U Ahmed (en), et son groupe ont persuadé le président de déclarer l'état d'urgence le 11 janvier 2007. À l'époque, le directeur général des services de renseignement et de lutte contre le terrorisme des forces armées, le général de brigade ATM Amin, a rencontré l'ambassadrice des États-Unis, Patricia Butenis, pour lui expliquer les préoccupations de l'armée. Étant donné le retrait de la Ligue Awami des élections, ils pensaient que soutenir une élection à sens unique pourrait menacer la participation continue des forces armées aux missions de maintien de la paix des Nations unies - UNPKO, qu'ils apprécient. En outre, ils s'inquiétaient des menaces de violence terroriste de la part du Jamaat-ul-Mujahideen Bangladesh (JMB), qui avait fait exploser 300 bombes en août 2005. Ils voulaient qu'un gouvernement neutre soit mis en place jusqu'à ce que des « élections justes, libres et crédibles » puissent être organisées, auxquelles toutes les parties participeraient,,.
À court terme, le juge Fazlul Haque, conseiller principal du CTG, devait être nommé conseiller en chef par intérim, et Fakhruddin Ahmed, un banquier réputé, devait rapidement être nommé conseiller en chef pour remplacer Iajuddin Ahmed. Tous ces éléments constituaient une violation de la constitution et lorsque le conseiller en chef ou le premier ministre démissionne, l'ensemble du conseil consultatif ou du cabinet est considéré comme démissionnaire, ce que le conseiller Mukhlesur Rahman Chowdhury a catégoriquement souligné. Mukhles Chowdhury a également supprimé certaines phrases, qui étaient des remarques désobligeantes contre le pays pour justifier l'intervention militaire, écrites par le lieutenant-général Moeen dans le discours du président diffusé le 11 janvier 2011. Le principal pilier de Moeen dans le Coup d'État militaire du 11 janvier 2007 était le Major Général Aminul Karim, alors Secrétaire militaire du Président (MSP). Pour cette raison, le conseiller Mukhles Chowdhury a tenté de le remplacer par l'officier général commandant la 24e division, le général de division Md Abdul Mubeen, qui a ensuite été nommé chef de l'armée par les gouvernements successifs. Malheureusement, le DG de la Force de sécurité spéciale (SSF), le major général Syed Fatemi Ahmed Rumi (en), a soutenu Aminul Karim et a trompé l'ancienne première ministre Khaleda Zia à ce sujet. Au départ, Zia a été convaincue par le conseiller Chowdhury, mais elle a ensuite pris le parti de Rumi.

### Cessation des opérations de surveillance des élections
La BBC a rapporté le 11 janvier 2007 que, compte tenu du retrait de la Ligue Awami et des démissions annoncées, les Nations unies et l'Union européenne ont immédiatement suspendu leurs opérations de surveillance des élections, car les conditions d'un vote crédible n'étaient pas réunies. L'UE a déclaré que « la Commission européenne a décidé de suspendre sa mission d'observation électorale (MOE) au Bangladesh couvrant les élections législatives du 22 janvier. La Commission européenne a rappelé les observateurs à long terme déjà présents sur le terrain et ne déploiera pas les autres phases de sa mission d'observation, qui devait être dirigée par le député européen Alexander Graf Lambsdorff »,.
Un porte-parole du secrétaire général de l'ONU, Ban Ki-moon, a déclaré, que « la crise politique au Bangladesh a gravement compromis la légitimité du processus électoral. L'annulation annoncée de nombreuses missions d'observation internationales est regrettable. Les Nations unies ont dû suspendre tout soutien technique au processus électoral, notamment en fermant leur Bureau international de coordination des observateurs électoraux à Dacca ».

### État d'urgence
Le même jour que le retrait de l'ONU et de l'UE, le conseiller principal Iajuddin Ahmed a annoncé l'état d'urgence au Bangladesh. Il a instauré un couvre-feu de la fin de la nuit jusqu'au petit matin (de 23 heures à 5 heures). The Economist a rapporté cette action comme une forme de coup d'État. Quelques heures plus tard, le président Ahmed a annoncé sa démission du poste de conseiller principal et a reporté les élections prévues. Avant de démissionner, il a accepté les démissions de neuf des dix conseillers du gouvernement intérimaire.
Le président Ahmed a nommé le juge Fazlul Haque, conseiller principal du CTG, au poste de conseiller en chef par intérim. L'éditorialiste Zafar Sobhan du journal Daily Star a écrit : « Il est assez évident que cela a été fait sous la pression de l'armée en raison de la menace que le pays pourrait perdre son rôle de maintien de la paix » auprès des Nations unies, qui était à la fois prestigieux et lucratif en termes de paiement pour le pays.
Le 12 janvier 2007, avec le soutien de l'armée, l'ancien gouverneur de la Bangladesh Bank, Fakhruddin Ahmed, qui avait travaillé pour la Banque mondiale, a prêté serment en tant que nouveau conseiller en chef. Il a nommé cinq conseillers le 13 janvier pour former le nouveau gouvernement provisoire. Lorsqu'il a été officiellement nommé à la tête du gouvernement intérimaire, il a levé le couvre-feu. L'état d'urgence a été maintenu, suspendant certains droits fondamentaux prévus par la constitution, tels que la liberté de mouvement, de réunion et d'expression, afin de limiter les protestations et les activités politiques perturbatrices,.

### Accusations de corruption et de meurtre
En 2007, le gouvernement intérimaire a engagé des poursuites pour corruption à l'encontre des deux principaux chefs de parti et de certains de leurs cadres supérieurs, afin de tenter d'assainir le pays, réputé pour sa corruption. Il a engagé des poursuites contre 160 hommes politiques, fonctionnaires et hommes d'affaires, dont Tarique Rahman et son frère Arafat, deux fils de l'ancienne première ministre, Khaleda Zia, qui étaient tous deux actifs au sein du BNP. Plus tard dans l'année, le gouvernement a déposé des accusations de corruption contre elle et Sheikh Hasina, leader de la Ligue Awami. Cet effort de lutte contre la corruption a été salué par la population, qui en avait assez de voir les fonctionnaires « siphonner les richesses du pays ».
En avril, les médias ont rapporté que le gouvernement intérimaire tentait de forcer les deux principaux chefs de parti à quitter le pays, ce qui était nécessaire pour réformer le système politique. Les partisans de Khaleda Zia négociaient pour qu'elle se rende en Arabie saoudite, mais ce pays a refusé. La CTG a interdit à Sheikh Hasina de revenir d'un voyage et lui a interdit toute activité politique. Le 26 avril 2007, le gouvernement avait changé de position et autorisé Hasina à rentrer et les deux dirigeants à reprendre leurs activités politiques. Hasina était accusée de meurtre pour la mort de quatre partisans de l'opposition à la fin de 2006, prétendument due à des attaques de membres de son parti, avant que l'état d'urgence ne soit imposé.
Le 12 juillet 2007, Sheikh Hasina, chef du parti de la Ligue Awami, a été arrêtée pour corruption, sur la base d'accusations portées par un homme d'affaires à son encontre pour des actes commis en 1998.

### Restauration de la démocratie parlementaire
Après avoir exercé le pouvoir pendant plus d'un an, la CTG a décidé d'organiser des élections locales dans certaines localités le 4 août 2008. Les principaux partis ont critiqué cette décision, la jugeant anticonstitutionnelle. Des élections générales ont été organisées le 29 décembre 2008. La Ligue Awami et sa Grande Alliance ont remporté deux tiers des sièges au Parlement. Le BNP et son alliance de quatre partis, dont Jamaat-e-Islami, constituant la principale opposition,.